# Siergiej Dowłatow

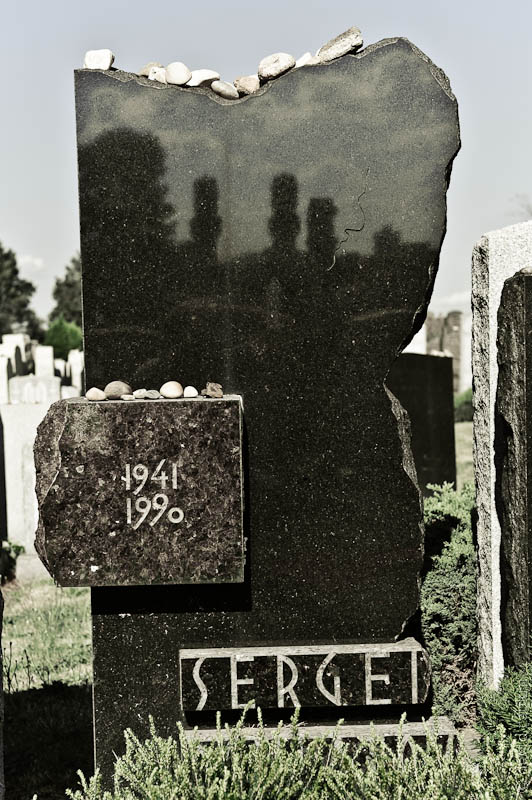
Nagrobek Siergieja Dowłatowa na cmentarzu w Nowym Jorku

Siergiej Donatowicz Dowłatow (ros. Сергей Донатович Довлатов; ur. 3 września 1941 w Ufie, Baszkirska ASRR, zm. 24 sierpnia 1990 w Nowym Jorku, USA) – radziecki pisarz z okresu tzw. „trzeciej fali emigracji”, dziennikarz, dysydent. Autor licznych utworów prozatorskich o tematyce społeczno-obyczajowej (głównie zbiorów małych form).

## Życiorys
Urodził się w Ufie w rodzinie reżysera teatralnego, z pochodzenia Żyda – Donata Izaakowicza Mieczika (1909-1995) i Ormianki Nory Siergiejewny Dowłatow (1908-1999), z zawodu korektora literatury. Od 1944 mieszkał w Leningradzie. W 1959 rozpoczął studia na wydziale filologii fińskiej Uniwersytetu Leningradzkiego im. Żdanowa, z którego został usunięty po dwu- i pół roku za brak postępów w nauce. W okresie studiów utrzymywał bliskie kontakty z wieloma przedstawicielami świata literatury ZSRR mieszkającymi w Leningradzie. Byli to m.in.: Iosif Brodski, Jewgienij Rejn, Anatolij Najman, Siergiej Wolf i in. Po relegowaniu, w 1962 został powołany do odbycia zasadniczej służby wojskowej – trzy lata przesłużył w Wojskach Wewnętrznych (KGB), będąc strażnikiem w koloniach karnych republiki Komi. Po powrocie z wojska osiadł w Leningradzie, gdzie związał się z grupą literacką Gorożanie i wznowił studia, tym razem na wydziale dziennikarstwa. 1972-1975 mieszkał w Tallinnie (Estońska SRR), gdzie pracował w gazetach „Sowietskaja Estonija” i „Wieczernyj Lieningrad”. Właśnie w tym okresie miał miejsce jego debiut, jednak cały wydrukowany już nakład jego powieści został z rozkazu estońskiego KGB zniszczony. Często zwalniany z pracy, imał się różnych zajęć – był m.in. przewodnikiem w muzeum Puszkina pod Pskowem (w Michajłowsku). W 1975 powrócił do Leningradu i rozpoczął pracę w redakcji „Kostior”. Pisał prozę, dużo krótkich opowiadań, jednak redakcje pism odmawiały ich publikacji. Jego opowiadania zamieszczały za to emigracyjne „Kontinient” (Paryż) i „Wriemia i my” (Tel Awiw-Jafa), ukazywały się również w samizdacie (za co został wykluczony ze Związku Dziennikarzy ZSRR). W 1978 został zmuszony do opuszczenia Związku Radzieckiego i wyemigrował do USA. Zamieszkał w Nowym Jorku i objął funkcję głównego redaktora emigracyjnego pisma „Nowyj Amierykaniec”, którego był wydawcą. Dużo również publikował – do połowy l. 80. XX w. dorobił się miana uznanego i znanego pisarza, a jego teksty zamieszczały tak znane i renomowane periodyki jak „The New Yorker”. W ciągu dwunastu lat emigracji wydał dwanaście książek w USA i Europie, przetłumaczonych m.in. na angielski, niemiecki, szwedzki, fiński i japoński. W ZSRR był znany wyłącznie dzięki samizdatowi i audycjom Radia Swoboda. Zmarł w Nowym Jorku na zawał serca w drodze do szpitala. Został pochowany w ormiańskiej części cmentarza żydowskiego Mount Hebron w dzielnicy Queens w Nowym Jorku.

## Twórczość
W swojej twórczości czerpał głównie z własnych, bogatych doświadczeń życiowych, ukazując w interesujący, często nie pozbawiony humoru sposób, realia (mizerię) życia sowieckiego i problemy „Trzeciej Fali Emigracji” rosyjskiej w USA.
- 1977 – Niewidimaja kniga (Niewidzialna księga)
- 1980 – Soło na Undierwudie (Solo na Underwoodzie)
- 1981 – Kompromiss (Kompromis)
- 1982 – Zona. Zapiski nadziratielja (Obóz. Zapiski strażnika)
- 1983 – Skansen (Zapowiednik)
- 1983 – Marsz odnookich (Marsz jednookich)
- 1983 – Naszy (Nasi)
- 1985 – Demarsz entuziastow (Demarsz entuzjastów)
- 1985 – Riemiesło: Powiest’ w dwuch czastiach (Rzemiosło. Powieść w dwóch częściach)
- 1986 – Inostranka (Cudzoziemka)
- 1986 – Walizka (Cziemodan)
- 1987 – Priedstawlienije (Przedstawienie)
- 1990 – Nie tolko Brodski: Russkaja kultura w portrietach i aniekdotach (Nie tylko Brodski. Kultura rosyjska w portretach i anegdotach).
- 1990 – Zapisnyje kniżki (Notesy)
- 1990 – Filiał (Filia)
- 1990 – Chołodilnik (Lodówka) – niedok.

Wszystkie ww. pozycje zostały najpierw opublikowane na Zachodzie w języku rosyjskim.
Dowłatow nigdy nie wyraził zgody na opublikowanie żadnego swojego tekstu napisanego w czasie pobytu w ZSRR. Od upadku Związku Radzieckiego regularnie wydawany jest w Rosji. Kilkakrotnie ukazały się tam jego dzieła zebrane (po raz pierwszy w 1995). Chociaż był wydawany na krajowym rynku, w Polsce wciąż pozostaje stosunkowo mało znanym pisarzem.

## Życie prywatne
Był dwukrotnie żonaty i dwukrotnie rozwiedziony. Ze związków tych posiadał troje dzieci – córki: Jekatierinę (ur. 1966) i Marię (ur. 1970) oraz syna Nicolasa (ur. 1984). Miał także nieślubną córkę Aleksandrę (ur. 1975), którą uznał i której dał swoje nazwisko.

## Pamięć
- W sierpniu 2007 w St. Petersburgu, na ścianie domu przy ul. Rubinsteina 23, gdzie pisarz mieszkał w latach 70., uroczyście odsłonięto tablicę pamiątkową mu poświęconą[5].
- Pisarz ma również tablicę pamiątkową na ścianie domu nr 41 przy ul. Vabriku (do 1990 Rabczynskiego) w Tallinnie, gdzie mieszkał w l. 1972-1975 podczas pracy w lokalnej gazecie[6].
- Magazyn „Zwiezda” przyznaje nagrodę literacką im. Siergieja Dowłatowa.
- W 2018 roku powstał rosyjsko-serbsko-polski film o Dowłatowie[7][8].